# 로버트 셀먼
로버트 엘 셀먼(Robert L. Selman, 1942년 5월 7일 ~)은 미국에서 태어난 교육 및 심리학자이다.  청소년 사회 발전을 전문으로하는 그는 앤 셀먼(Anne Selman)과 결혼했으며 제시 셀먼(Jesse Selman)과 맷 셀먼(Matt Selman)의 아버지이다. 그는 하버드 교육 대학원(HGSE-Harvard Graduate School of Education)의 교육 및 인간 개발 교수인 로이 라슨(Roy E. Larsen)이자 하버드 대학의 의학 심리학 교수이다. 로버트 셀먼(Robert Selman)은 1992년 하버드 교육 대학원에서 위험 및 예방 석사 프로그램을 설립했으며 1999년까지 첫 번째 이사로 재직했다(2010년에 이 프로그램의 이름은“예방 과학 및 실습”으로 변경되었다).  하버드 의대(Harvard Medical School)에서 그는 정신과의 심리학 교수이며, 베이커 아동 센터(Judge Baker Children's Center)  및  보스턴 아동 병원 정신과에서 선임 부교수(senior associate)로 근무하고 있는 것으로 알려져있다.

## 같이 보기
- 역할수행이론